# Evropska pešpot E-6
Evropska pešpot E-6 je mednarodna pešpot, ki poteka  prek različnih evropskih dežel od Laponske - Baltskega morja - Jadranskega morja do Egejskega morja ali podrobneje: od Kilpisjärvi (FIN) - Pirkanmaa – Turku – Grisslehamn – Stockholm – Malmö – Copenhagen – Flensburg – Kiel – Lübeck – Lauenburg a.d. Elbe – Bodenteich – Braunschweig – Goslar – Göttingen – Münchberg – Marktredwitz (varianta: Cheb - Nýrsko – Železná Ruda – Bayerisch Eisenstein) – Furth im Wald – Gr. Arber – Arbesbach – Melk a.d. Donau – Radeljski prelaz – Mozirje – Rijeka/Strunjan (Koper) – vožnja – Igoumenitsa – Janina – Florina – Alexandroupolis (GR).
Evropske pešpoti v Sloveniji koordinira Komisija za evropske pešpoti v Sloveniji, ki so jo ustanovile: Planinska zveza Slovenije, Zavod za gozdove Slovenije, Turistična zveza Slovenije in Zveza gozdarskih društev Slovenije.

## Zgodovina
Pobudnik evropskega popotništva na Slovenskem je bil gozdarski inženir Milan Ciglar, ki je idejno trasiral potek E6 proti jugu čez ozemlje Slovenije. Ta del poti od Radeljskega prelaza do Strunjana se zato imenuje Ciglarjeva pot - od Drave do Jadrana in je po našem ozemlju dolga 315 km. Odprta je bila leta 24. 5. 1975 na Mašunu in je prvotno potekala preko Snežnika na Hrvaško do Kastva pri Opatiji. Po razpadu Jugoslavije je bila pot leta 1997 spremenjena tako, da se konča v Strunjanu.
Z dokončanjem celotne trase pešpoti E-6 je po skoraj 3 tisočletjih ponovno zaživela nekdanja Jantarska pot med Baltikom in Jadranom.

## Potek pešpoti v Sloveniji
Pot ki v Slovenijo pride od Ivnika na Koroškem, vstopi preko Radeljskega prelaza in poteka prek Radelj od Dravi, Male Kope (1526 mnm) na Pohorju, Mozirja, Motnika, Trojan, Moravč, Janč, Turjaka, Nove vasi, Starega trga, Snežnika, Ilirske Bistrice, preko Brkinov na Slavnik, do znamenitih Hrastovelj, Kubeda, do Marezig, Šmarja in do Strunjana, kjer se konča.
E 6 je dolga okoli 350 (ali 410) km. Na poti po Sloveniji je 39 kontrolnih točk. V popotno knjižico je treba odtisniti žig. Ko je pot opravljena, dobi pohodnik spominsko značko. Pohodna knjižica je na voljo pri Turistični zvezi Slovenije. Zaželeno je, da pohodnik vodi dnevnih vtisov, fotografira in zbira razne podatke, saj to predstavlja trajen spomin na prehojeno pot.
Da bi si hojo lažje organizirali je E6 razdeljena na več smiselnih etap in sicer:
| Pešpot                                                        | čas hoje                                        | dolžina     | vzpon             | zemljevid                                                               |
| ------------------------------------------------------------- | ----------------------------------------------- | ----------- | ----------------- | ----------------------------------------------------------------------- |
| 1. Čez Kozjak na Pohorje                                      | 2 dni ali 10 ur                                 | 34 km       | 1730 m            | Planinska karta Pohorje                                                 |
| 2. S Pohorja v dolino Mislinje in čez Sleme v Mozirje         | 2 dni ali 13 do 14 ur                           | 45 km       | 1070 m            | Karta Zgornja Savinsjka dolina                                          |
| 3. Čez Dobroveljsko planoto                                   | 1 dan ali 8 ur                                  | 25 km       | 1180 m ali 1220 m | Karta Zgornja Savinsjka dolina                                          |
| 4. Po robu Posavskega hribovja                                | 2 dni ali 16 ur                                 | 55 km       | 2000 m            | Karta Posavsko hribovje in okolica Ljubljane                            |
| 5. Na Turjak in čez Bloke ali skozi Iški Vintgar in čez Bloke | 2 dni ali 14 do 15 ur 2 - 3 dni ali 18 do 19 ur | 54 km 63 km | 1240 m ali 1600 m | Karta Ljubljana-okolica, karta Turjaka, Velike Lašče, Rob karta Snežnik |
| 6. Skozi snežniške gozdove (čez Mašun)                        | 2 dni ali 16 do 17 ur                           | 57 km       | 2000 m            | Karta Snežnik                                                           |
| 7. Čez Brkine na Slavnik                                      | 1 dan ali 8 ur                                  | 31 km       | 1100 m            | Karta Snežnik, Slovenska Istra                                          |
| 8. S Slavnika čez Kraški rob do morja (Strunjan)              | 2 dni ali 10 do 11 ur                           | 45 km       | 710 m             | Karta Slovenska Istra, Primorje in Kras                                 |

## Kontrolne točke
| - 1. Prelaz Radelj - gostilna Žohar, Št. Janž nad Radljami 87 - 2. Radlje ob Dravi - Mladinski kulturni center s hotelom Radlje - 3. Mala Kopa - Partizanski dom Kope na Pohorju - 4. Letališče Sl. Gradec - Aerodrom Slovenj Gradec d.o.o. - 5. Razbor - gostilna Pečolar - 6. Andrejev dom na Slemenu - 7. Grebenšek - gostišče Grebenšek - 8. Mozirje - restavracija Gaj - 9. Planinski dom I. štajerskega bataljona na Čreti - 10. Sv. Jošt - kmetija Mežnar - 11. Motnik - gostilna Motnik - 12. Trojane - Baloh Ivan, Učak 13 - 13. Limbarska gora - gostilna Urankar - 14. Moravče - Pizeria Jurka - 15. Miklavž - Kocjančič Ivanka, Katarija 7 - 16. Planinski dom Janče - 17. Trebeljevo - Mlakar Karel, Veliko Trebeljevo 6 - 18. Grosuplje - Marija Kralj, Ljubljanska c. 7 - 19. Taborska ali Županova jama - Janez Kraljič, Velike Lipljene 13/A - 20. Turjak - Okrepčevalnica Rozamunda | - 21. Želimlje - Piškur Robert, Želimlje 19 - 22. Dom v Iškem vintgarju - 23. Mačkovec - Kraševec Milan, Selo 14 - 24. Sv. Duh (Mramrovo) - Zidar Mitja, Sv. Duh 3 - 25. Nova vas - Simčič Amalija, Nova vas 52 - 26. Stari trg - Gostilna Škriban - 27. Grad Snežnik - Gostišče Pristave Snežnik - 28. Mažun - Erika Bolčina Antončič, Mašun 2 - 29. Koča Draga Karolina na Snežniku - 30. Planinski dom Sviščaki - 31. Planinska koča na Kozleku - 32. Ilirska Bistrica - okrepčevalnica Trnovo URBANČIČ - 33. Pregarje - Kapelj Darko, Pregarje 90 - 34. Dimnice - gostilna Basa - 35. Tumova koča na Slavniku - 36. Hrastovlje - gostilna Švab - 37. Kubed - gostilna Jakomin - 38. Pomjan - Istrska klet Pomjan - 39. Strunjan - Tumova koča na Slavniku |